# Friedrich von Hohenau

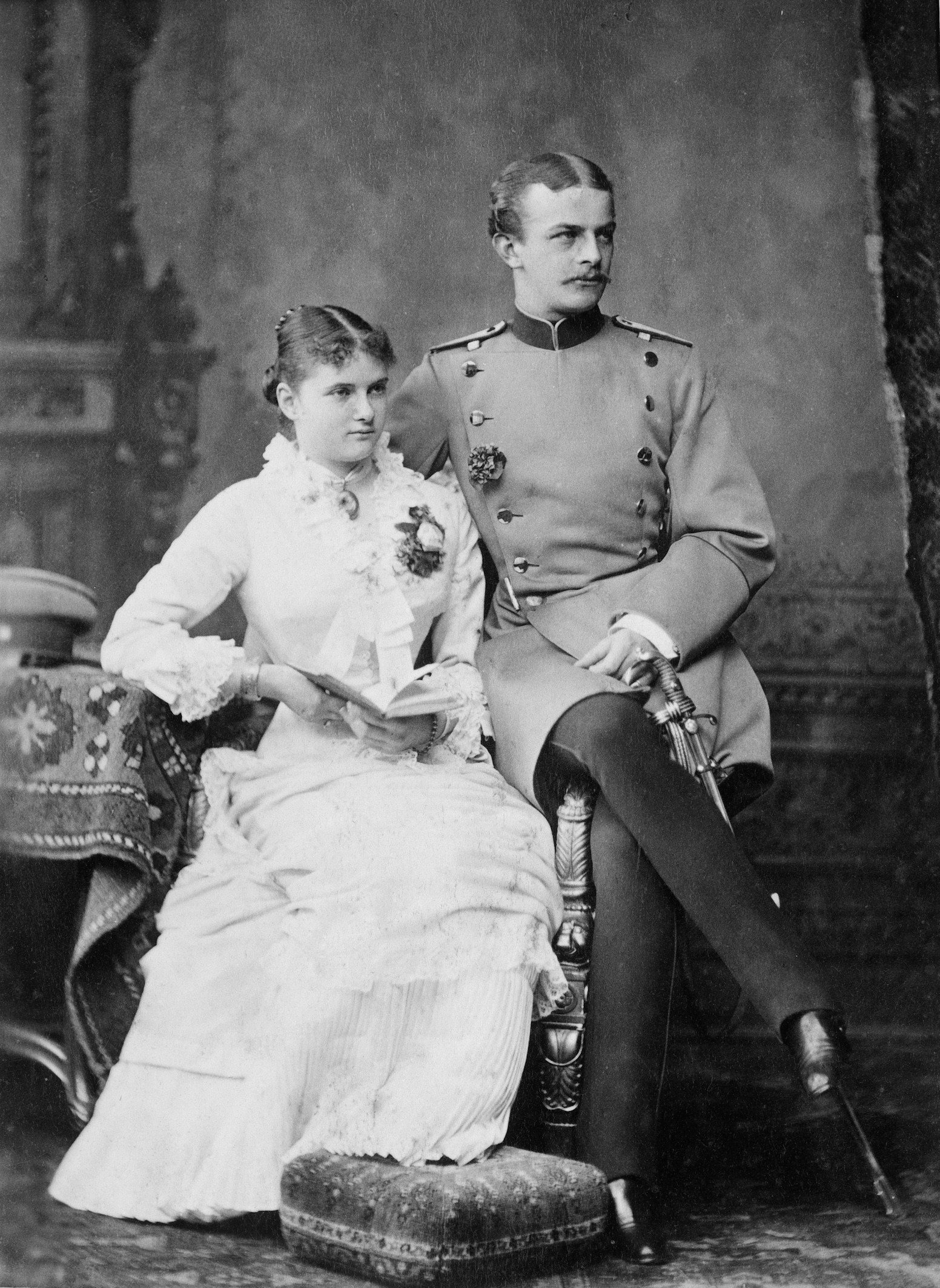
Friedrich von Hohenau met zijn vrouw Charlotte

Bernhard Wilhelm Abrecht Friedrich graaf von Hohenau (Dresden, 21 mei 1857 - Grünberg, 15 april 1914) was een Duits edelman.
Friedrich was de zoon van prins Albert van Pruisen uit diens morganatische verbinding met Rosalie von Rauch. Met haar was hij getrouwd nadat zijn huwelijk met de Nederlandse prinses Marianne was gestrand. Zij was door de koning van Pruisen verheven tot gravin van Hohenau en naar het gebruik van die tijd kregen haar kinderen haar naam en titel. Friedrichs vader was de jongste zoon van koning Frederik Willem III van Pruisen. Zijn moeder was een dochter van de Pruisische oorlogsminister Gustav von Rauch.
In 1880 trouwde Friedrich met Charlotte von der Decken. Hij diende in het Pruisisch leger, maar werd hieruit in 1901 ontslagen wegens vermeende homoseksuele neigingen. Een van zijn zoons - Wilhelm - won een bronzen medaille op de Olympische Spelen van 1912 in Stockholm, op het onderdeel springconcours voor landenteams.